# Dirk (zwerver)
Dirk is een typetje dat werd gespeeld door Wim de Bie. Het personage kwam voor in veel uitzendingen van Van Kooten en de Bie.

## Achtergronden
Dirk is een corpulente, alcoholistische zwerver, heeft een onverzorgd uiterlijk, is ongeschoren en heeft lang vettig haar meestal met een paardenstaart. Verder heeft hij een buikje, vandaar de bijnaam de Pens, en een ingevallen tandeloze mond. Hij mompelt meer dan hij praat. 
In de uitzendingen over Juinen ging Dirk voor de gemeenteraadsverkiezingen bij alle politieke partijen langs om iets te eten te halen in ruil voor zijn stem. Voor Tjolk Hekking deed hij zelfs betaalde arbeid. Door kiezers te bewegen op de partij Hekkings' belangen te stemmen, of anders hen de toegang tot het stemlokaal te verhinderen. In de periode voor kerst ging hij altijd dineren bij liefdadigheidsorganisaties zoals bijvoorbeeld een kerk of het leger des heils.
In Keek op de week gaf hij commentaar op het nieuws en zocht vrijwel altijd ruzie met De Bie die hij lange lummel, lange heipaal of lange lantaarnpaal noemde. Met Van Kooten kon hij het juist goed vinden en hij wilde altijd met hem een pilsje drinken. Aan het einde van de aflevering waarin Dirk gedotterd moet worden, heffen ze beiden een flesje bier.
Tussen de ruzies met De Bie door (en nadat hij vaak tot de orde was geroepen door Van Kooten) leverde Dirk zo nu en dan een nuchtere (...) blik op de actualiteit. Een mooi voorbeeld daarvan is zijn voorspelling dat de 700 ontslagenen bij Heineken niets meer waren dan een 'reclametruck' (omdat minutenlang flesjes bier in beeld werden gebracht tijdens het Journaal). Dirk voorspelde dat het om de 'groatis recloame'  ging en dat die ontslaggolf zou worden herroepen. In een latere aflevering van Keek op de week werd Dirks gelijk door De Bie verkondigd.
Een ander kenmerk van Dirk was dat hij regelmatig zijn eigen baan creëerde. Zo ging hij de kerstbomenhandel in waarbij hij een aantal kleine nepboompjes inkocht om ze vervolgens met iets meer dan een gulden winst per stuk te verkopen als 'Russische dwergdennetjes'. Van Kooten 'kocht' er eentje bij hem, De Bie volgde dat voorbeeld en dat zorgde voor een kortstondige vrede tussen de beide heren. In het kader van een voorstel gedaan door een professor (onbetaalde arbeid door uitkeringsgerechtigden) ging Dirk ook als fatsoensrakker aan de slag door in het openbaar allerlei zaken ter harte te nemen: afval naast de bak er in deponeren en – tegen een kleine vergoeding in de vorm van een flesje bier – het sjouwen van zware boodschappen van de winkel naar de auto voor 'de doames'. 
Dirk kwam ook in aanraking met de Vieze Man toen het een keer ging over zijn plan om mensen met garages te vragen om die 's ochtends na vertrek open te laten staan. Dan zouden zwervers en daklozen overdag in ieder geval een dak boven het hoofd hebben. De erotische tekeningen van de Vieze Man zetten Dirk er echter toe aan de viespeuk te verjagen en het plan in te trekken. Verder werd duidelijk dat hij ook Ir. E. Oosting kende: hij waste periodiek diens auto.

## Varia
- Dirk heeft zelf verklaard dat zijn naam een acroniem is voor "Door Inname Raken wij Kachel".